# Pribić
 Pribić  falu Horvátországban Zágráb megyében. Közigazgatásilag Krašićhoz tartozik.

## Fekvése
Zágrábtól 38 km-re délnyugatra, községközpontjától 1,5 km-re északkeletre, a Kupčina bal partján fekszik. A Zsumberki-hegység előterében fekvő Pribićko prigorje központi települése. A vonzáskörzetébe tartozó falvak: Čunkova Draga, Dol, Hutin, Kostel Pribićki, Medven Draga, Pribić (Donji és Gornji Pribić), Pribić Crkveni, Puškarov Jarak, Strmac Pribićki és Svrževo. A Pribićko prigorje összesen mintegy 19,00 km² területet ölel fel.

## Története
Pribić egyike a legősibb horvát településeknek. A zágrábi püspökség sematizmusában található egy bejegyzés, mely szerint a pribići Szent Sixtus plébániatemplomot még a horvát nemzeti királyok idejében 915-ben alapították. A falu egykori birtokosának a Pribics (Priba) családnak a nevét viseli. A Pribicsek a Podgorjei ispánság legrégibb ismert urai voltak, akiknek ezen a vidéken számos váruk és birtokuk volt, melyekben IV. Béla király 1244-ben megerősítette őket és melyeket egy 1249-es oklevél sorol fel. A plébániatemplomot 1334-ben "S. Sixtus de Pribichi" néven említi Ivan goricai főesperes a zágrábi káptalan statutumában.
A falunak 1857-ben 393, 1910-ben 478 lakosa volt. Trianon előtt Zágráb vármegye Jaskai járásához tartozott. 2001-ben 319 lakosa volt.

## Lakosság
| Lakosság változása | Lakosság változása | Lakosság változása | Lakosság változása | Lakosság változása | Lakosság változása | Lakosság változása | Lakosság változása | Lakosság változása | Lakosság változása | Lakosság változása | Lakosság változása | Lakosság változása | Lakosság változása | Lakosság változása |
| ------------------ | ------------------ | ------------------ | ------------------ | ------------------ | ------------------ | ------------------ | ------------------ | ------------------ | ------------------ | ------------------ | ------------------ | ------------------ | ------------------ | ------------------ |
| 1857               | 1869               | 1880               | 1890               | 1900               | 1910               | 1921               | 1931               | 1948               | 1953               | 1961               | 1971               | 1981               | 1991               | 2001               |
| 393                | 430                | 453                | 547                | 481                | 478                | 464                | 516                | 640                | 603                | 551                | 475                | 403                | 371                | 319                |

## Nevezetességei
Szent Sixtus tiszteletére szentelt plébániatemploma egyhajós épület sokszög záródású szentéllyel, mellék kápolnával és nyolcszög alakú harangtoronnyal. A templom, melynek elődjét már 915-ben említik, tehát több mint ezer évesnek tartanak eredetileg gótikus épület volt. 1653-ban barokk stílusban átépítették. A szentélyhez csatlakozó sekrestye, valamint az előtér a kapuzattal 1748-ban épült. A főbejárat felett az építés befejezésének éve az 1759-es évszám látható.

## Híres emberek
Itt született 1919. március 15-én Franjo Kuharić zágrábi érsek.